# Arktika-Klasse
Die Arktika-Klasse ist eine russische (ehemals sowjetische) Baureihe nukleargetriebener Eisbrecher. Die sechs Schiffe dieser Klasse zählen zu den größten und leistungsstärksten ihrer Art und gehören zu den insgesamt zehn nicht-militärischen Schiffen Russlands, die mit Kernreaktoren ausgerüstet sind. Eigner ist die Russische Föderation, die Bereederung erfolgt über die „Atomflot“ (Murmansk Shipping Company).

## Schiffstechnik

### Rumpf
Der Rumpf der Schiffe ist doppelwandig ausgeführt und in neun Sektionen aufgeteilt. Die Materialstärke des aus Stahlguss gefertigten Bugs beträgt bis zu 50 cm. In Abhängigkeit von der Einsatzbelastung liegt die Wanddicke der Außenhülle zwischen 25 und 48 mm. Zwischen den beiden Hüllen befindet sich Meerwasser, das sowohl als Ballast fungiert als auch das Eisbrechen durch Gewichtsverlagerung unterstützt. Zudem verfügen die Schiffe an der Rumpfunterseite über kombinierte Luft-/Wasserdüsen. Sie befinden sich etwa neun Meter unter der Wasseroberfläche und stoßen bis zu 24 m³ Wasser pro Sekunde aus. Zur Reibungsminimierung verfügen einige Schiffe dieser Klasse über einen Polymermantel. Es ist möglich, das Eis in der Vorwärts- und Rückwärtsfahrt zu brechen.

### Maschinenanlage und Antrieb
Die Eisbrecher der Arktika-Klasse verfügen über zwei Druckwasserreaktoren des Typs OK-900A, von denen jedoch nur jeweils einer betrieben wird. Die thermische Leistung eines Reaktors beträgt 171 MW. Jeder Reaktor hat ein Gewicht von etwa 160 Tonnen und befindet sich in einer hermetisch abgeschlossenen Abteilung mit reduziertem Luftdruck. Die Abschirmung erfolgt mit Stahl, Beton und Wasser. Bei einem Verbrauch von 200 Gramm Uran pro Tag können die Schiffe vier Jahre ohne Unterbrechung betrieben werden. Im Falle einer Schnellabschaltung wird die atomare Kettenreaktion innerhalb von 0,6 Sekunden beendet. Auf den Schiffen sind Sensoren installiert, die ständig die Radioaktivität an Bord kontrollieren.
Da die Atomeisbrecher der Arktika-Klasse zwingend kaltes Meerwasser zur Kühlung ihrer Reaktoren benötigen, können diese Schiffe nicht in der Antarktis eingesetzt werden, da dazu tropische Gewässer durchquert werden müssten.

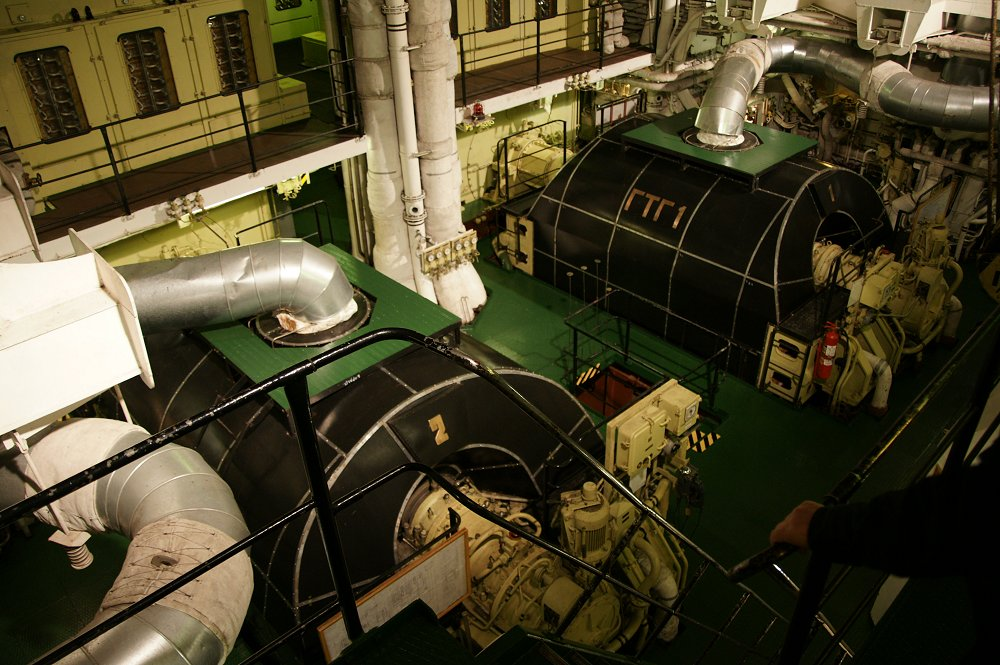
Dampfturbinen an Bord der 50 Let Pobedy

Der im Reaktor erzeugte Dampf wird zwei Turbinensätzen zugeführt, die eine mechanische Leistung von insgesamt 55,2 MW (75.000 PS) entwickeln und jeweils drei Gleichstromgeneratoren antreiben. Diese Generatoren versorgen ausschließlich die drei elektrischen Propellermotoren (nuklear- bzw. turboelektrischer Antrieb), die über 20 Meter lange Wellen auf die jeweils 50 Tonnen schweren Vierblatt-Festpropeller wirken. Bei einer Propellerdrehzahl zwischen 120 und 180/min wird eine Geschwindigkeit von bis zu 21,4 Knoten (ca. 40 km/h) erreicht. Der Steuerbord- und der mittlere Propeller sind rechtsdrehend, der Backbordpropeller ist linksdrehend. Für die Bordstromversorgung sind fünf weitere Dampfturbinen mit Generatoren installiert, die eine elektrische Leistung von 10 MW erzeugen.
Ursprünglich waren die Schiffe für eine Betriebsdauer von 100.000 Reaktorstunden ausgelegt. Die Betriebszeit wurde mittlerweile jedoch auf 175.000 Stunden ausgedehnt.

### Ausrüstung
Einige Eisbrecher dieser Klasse sind mit einem Hubschrauberlandedeck versehen und führen ein bis zwei Helikopter des Typs Kamow Ka-32 mit.

## Einsatz
Die Hauptaufgabe der Eisbrecher ist das Sicherstellen des Schiffsverkehrs im Nordpolarmeer. Zudem werden die Eisbrecher für Forschungsmissionen verwendet. Die Schiffe sind in der Lage, Eisdecken bis zu einer Dicke von über fünf Metern zu brechen.
Die Arktika erreichte am 17. August 1977 als erstes Überwasserschiff den Nordpol. Seit die Rossiya 1990 erstmals auch ausländische Passagiere zum Nordpol brachte, werden die Schiffe auch für Expeditionskreuzfahrten genutzt. Die Sovetskiy Soyuz und die Yamal fahren mittlerweile mehrmals jährlich mit Passagieren zum Nordpol.

## Übersicht
| Name            | Bild | Baunummer / Projektnummer | IMO-Nr. | Ablieferung | Vermessung | Länge (Lüa) | Status/Verbleib                                       |
| --------------- | ---- | ------------------------- | ------- | ----------- | ---------- | ----------- | ----------------------------------------------------- |
| Arktika         |      | 1052-1                    | 7429061 | 1974        | 20.665 BRZ | 147,9 m     | Typschiff, aufgelegt seit 3. Oktober 2008             |
| Sibir           |      | 1052-2                    | 7604491 | 1977        | 20.665 BRZ | 148,9 m     | vorgesehen zum Abbruch seit 2008                      |
| Rossiya         |      | 702                       | 8424240 | Dez. 1985   | 20.680 BRZ | 150,0 m     | seit 10. Juli 2013 aufgelegt                          |
| Sovetskiy Soyuz |      | 703                       | 8838582 | Dez. 1989   | 20.646 BRZ | 147,9 m     | seit 2014 aufgelegt, vorgesehen zum Abbruch seit 2017 |
| Yamal           |      | 704                       | 9077549 | Okt. 1992   | 20.646 BRZ | 150,0 m     | im Dienst                                             |
| 50 Let Pobedy   |      | 705                       | 9152959 | März 2007   | 23.439 BRZ | 159,6 m     | im Dienst seit 2. April 2007; ursprünglich Ural       |